# 近江町
近江町（おうみちょう）は、滋賀県坂田郡にあった町である。2005年10月1日に米原市（まいばらし）に編入され消滅した。町名は滋賀県全体の旧国名「近江国」に由来する僭称地名であるが、「近江町」という町名が採用された背景には、町制施行当時「近江真綿」のブランドで知られた真綿の一大産地だったことも影響している。

## 歴史
- 1955年（昭和30年）4月1日 - 坂田村・息長村が合併して発足。
- 2005年（平成17年）10月1日 - 米原市に編入。同日近江町廃止。

## 教育
小学校
- 近江町立坂田小学校
- 近江町立息長小学校

中学校
- 近江町立双葉中学校

## 交通

### 鉄道路線
- 西日本旅客鉄道（JR西日本）
  - 北陸本線（琵琶湖線）：坂田駅

### 道路
- 滋賀県道2号大津能登川長浜線

## 名所・旧跡
- 福田寺枯山水庭園
- 山津照神社古墳
- 西円寺
- 日撫神社
- 道の駅近江母の郷